# Cynolebias perforatus
 Cynolebias perforatus és un peix de la família dels rivúlids i de l'ordre dels ciprinodontiformes.

## Morfologia
Els mascles poden assolir els 12 cm de longitud total i les femelles els 9,04.

## Distribució geogràfica
Es troba a Sud-amèrica.